# Jennerbahn

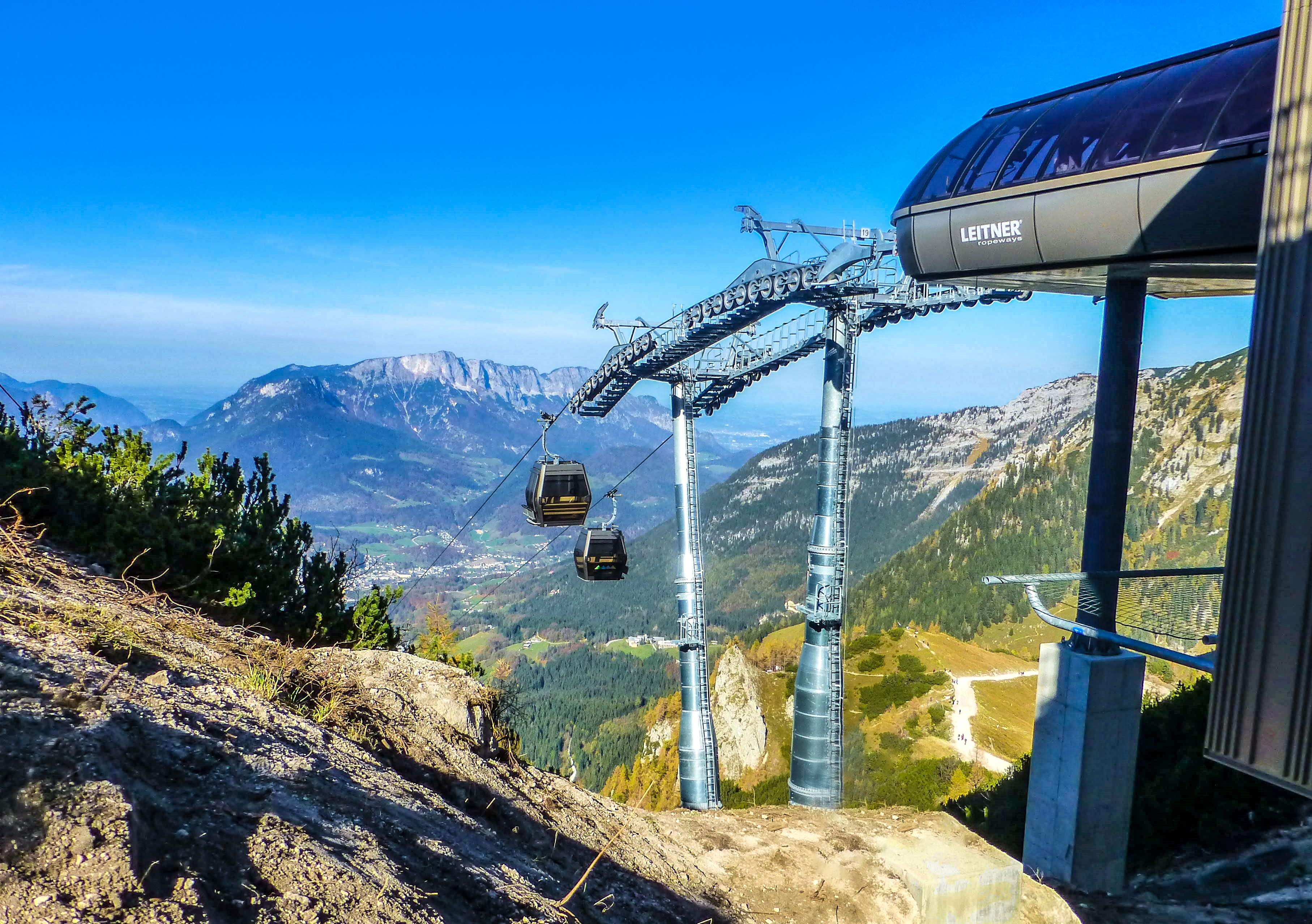
Jennerbahn-Einfahrt-Bergstation, im Hintergrund der Untersberg

Die Jennerbahn ist eine in zwei Sektionen als Einseilumlaufbahn ausgeführte Gondelbahn in Schönau am Königssee auf den Jenner. Die Bahn wurde 1952/53 errichtet und von 2017 bis 2019 durch einen Neubau ersetzt. Ende der Wintersaison 2024 wurde der Winterbetrieb umgestellt, die alpinen Skipisten werden nicht mehr beschneit und präpariert. Skifahren auf Naturschnee – sofern vorhanden – ist jedoch weiterhin möglich. Eigentümerin der Jennerbahn ist die Berchtesgadener Bergbahn AG (BBAG). Mit 200.000 Besuchern zählt die Jennerbahn (Stand: 2014) zu den touristischen Hauptattraktionen des Berchtesgadener Landes.

## Technische Daten

### Jennerbahn 1952
Die 1952 bis 1953 von den ABIG-Werken in Oberstdorf nach dem System von Roll erbaute Jennerbahn verfügte anfangs über 140 offene Doppelsessel („Seitwärtssessel“) und 30 geschlossene Gondeln für je zwei Personen. Später wurden die Sessel nach und nach durch neu zugekaufte Zweier-Gondeln ersetzt. Die 3.320 Meter lange Gondelbahn transportierte Wanderer und Skifahrer über zwei Sektionen und in 20 Minuten Fahrzeit vom Schönauer Ortsteil Königssee bis knapp unter den Jennergipfel und überwand dabei einen Höhenunterschied von 1.170 Metern. In der Mittelstation, wo sich auch die beiden Hauptantriebe befanden, wurden die Gondeln automatisch vom Förderseil der ersten Sektion auf das der zweiten Sektion umgekuppelt. Es wurden Kuppelklemmen der Bauart VR101 nach dem 1945 entwickelten System der schweizerischen Firma Von Roll verwendet, welche von den ABIG-Werken in Lizenz produziert wurden.
Die Sektionen Königssee – Jennerwiesen und Jennerwiesen – Jenner waren neben der Bahn auf den Mückenberg im Osterzgebirge die letzten in Europa in Betrieb befindlichen Anlage Bauart Von Roll VR101.

Jennerbahn vor Umbau 2018
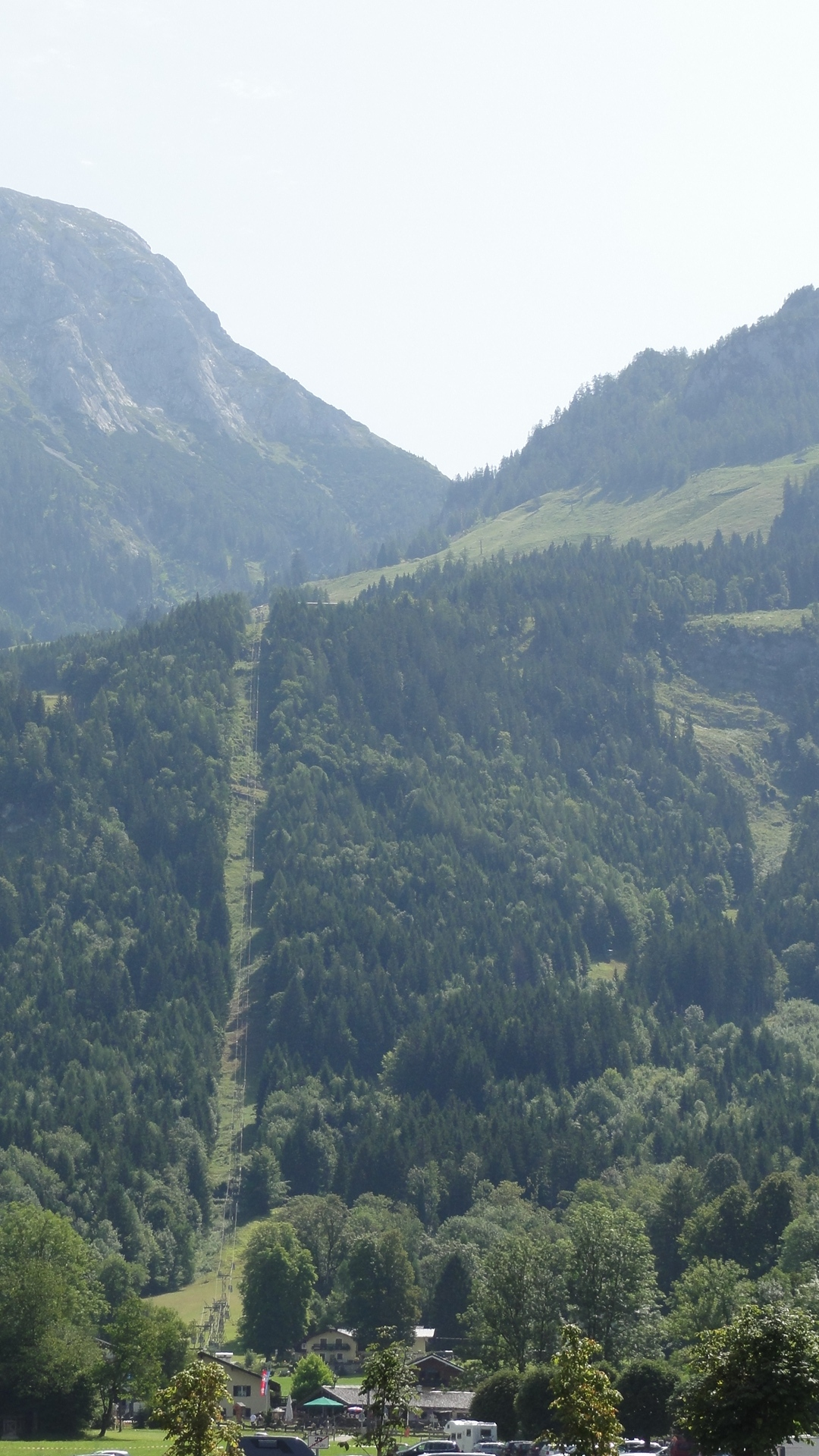
Schneise zwischen Tal- und Mittelstation
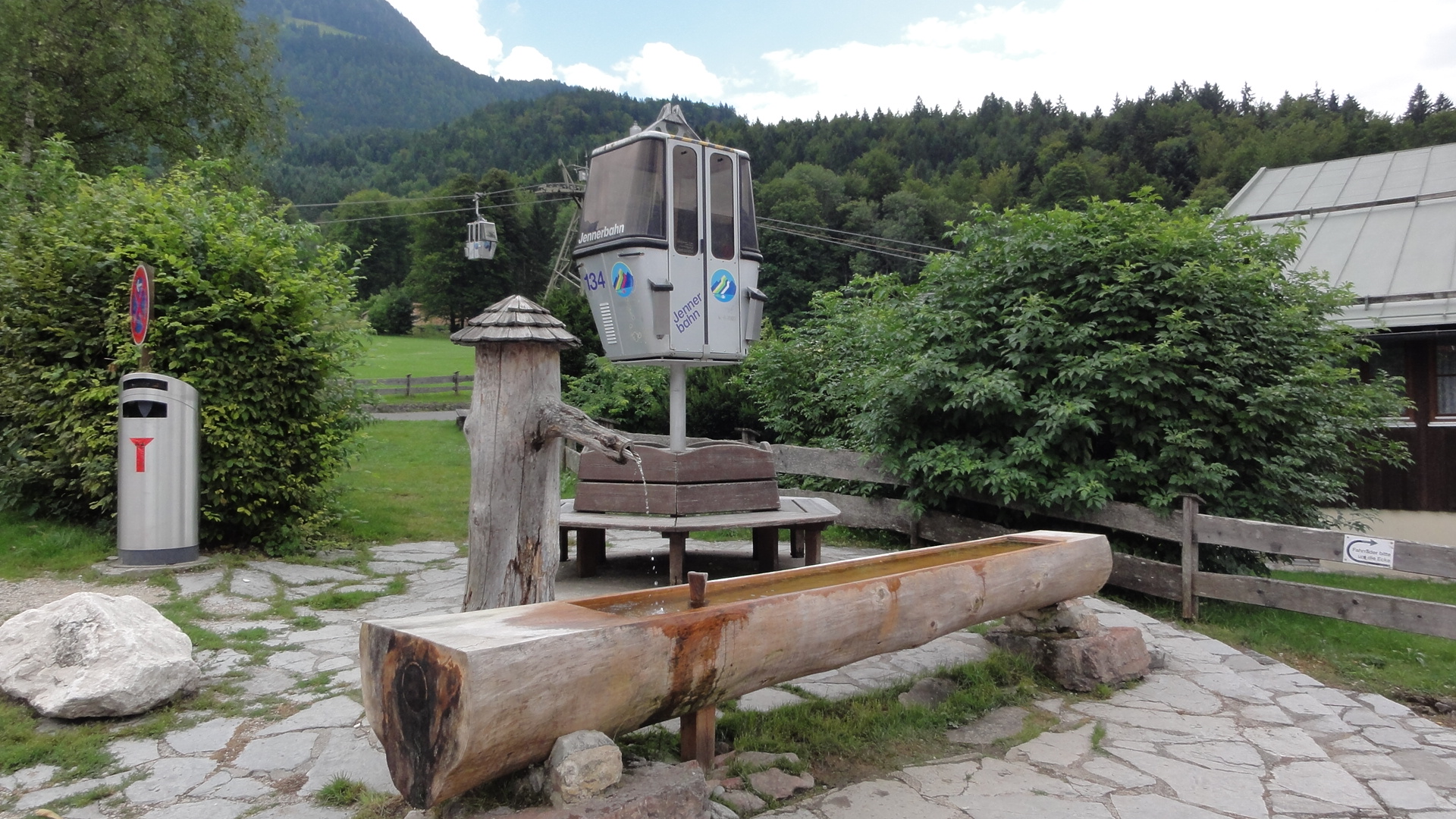
Jennerbahn-Gondel (2013)
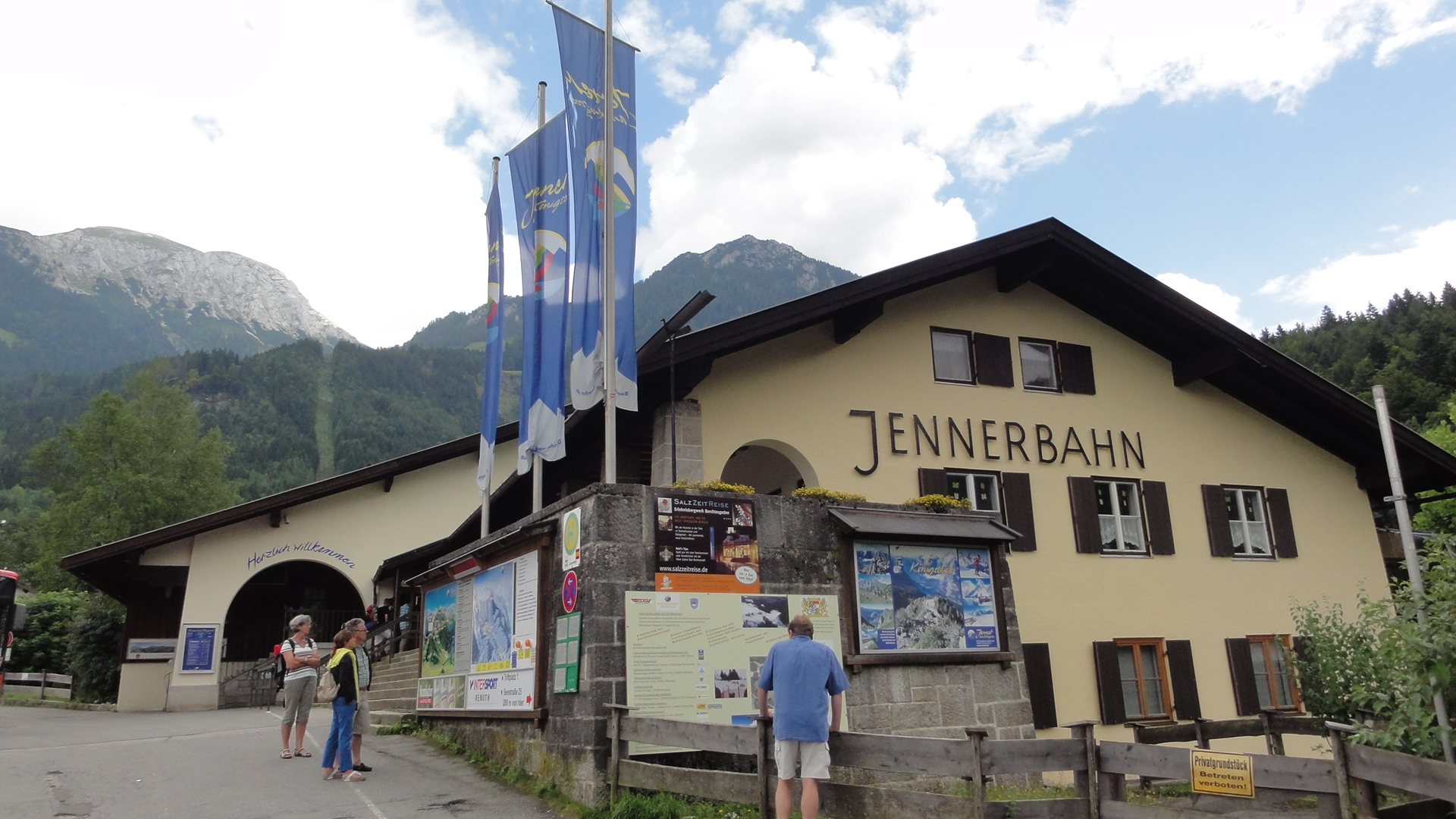
Talstation (2013)
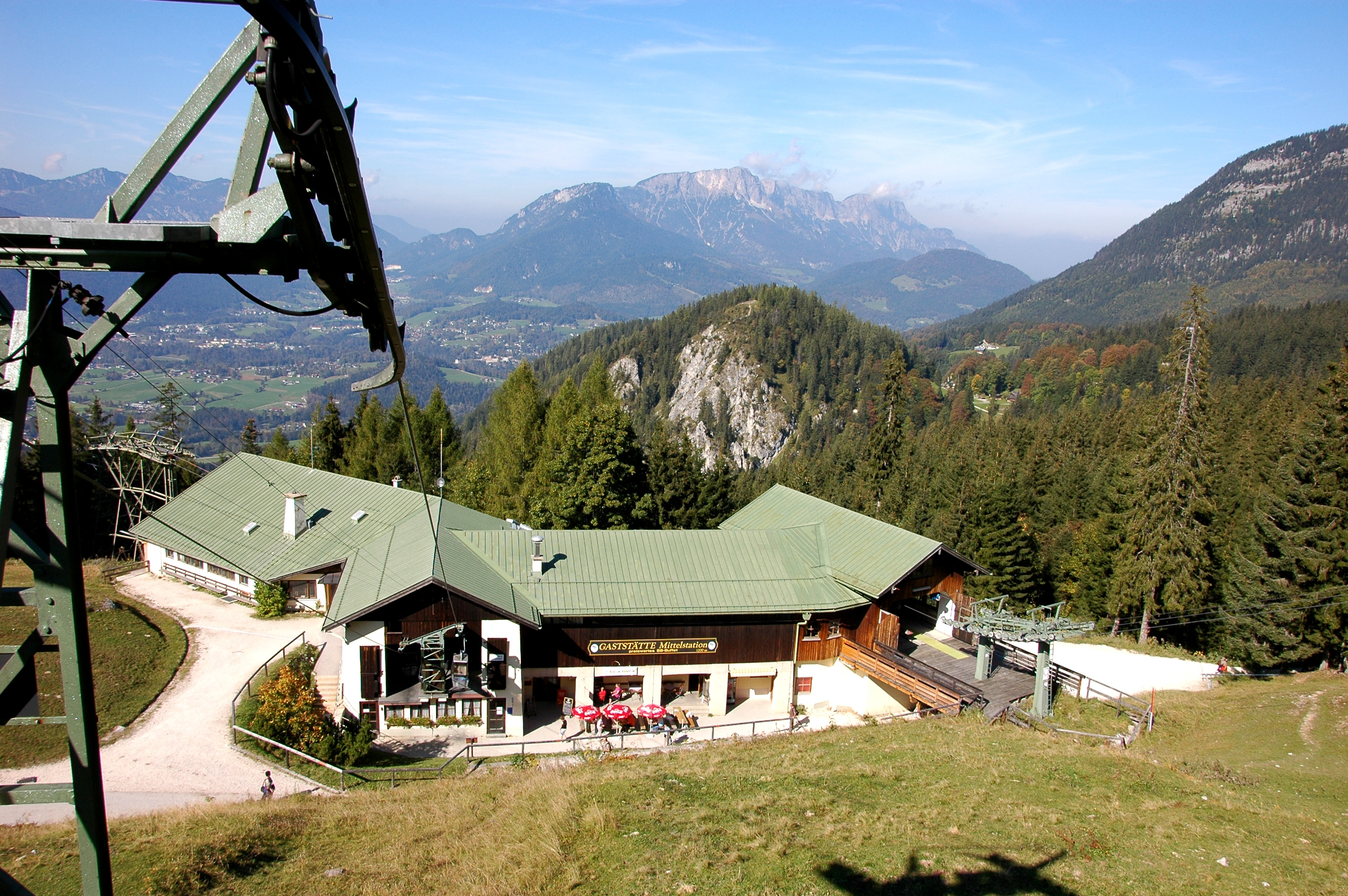
Mittelstation (2011)
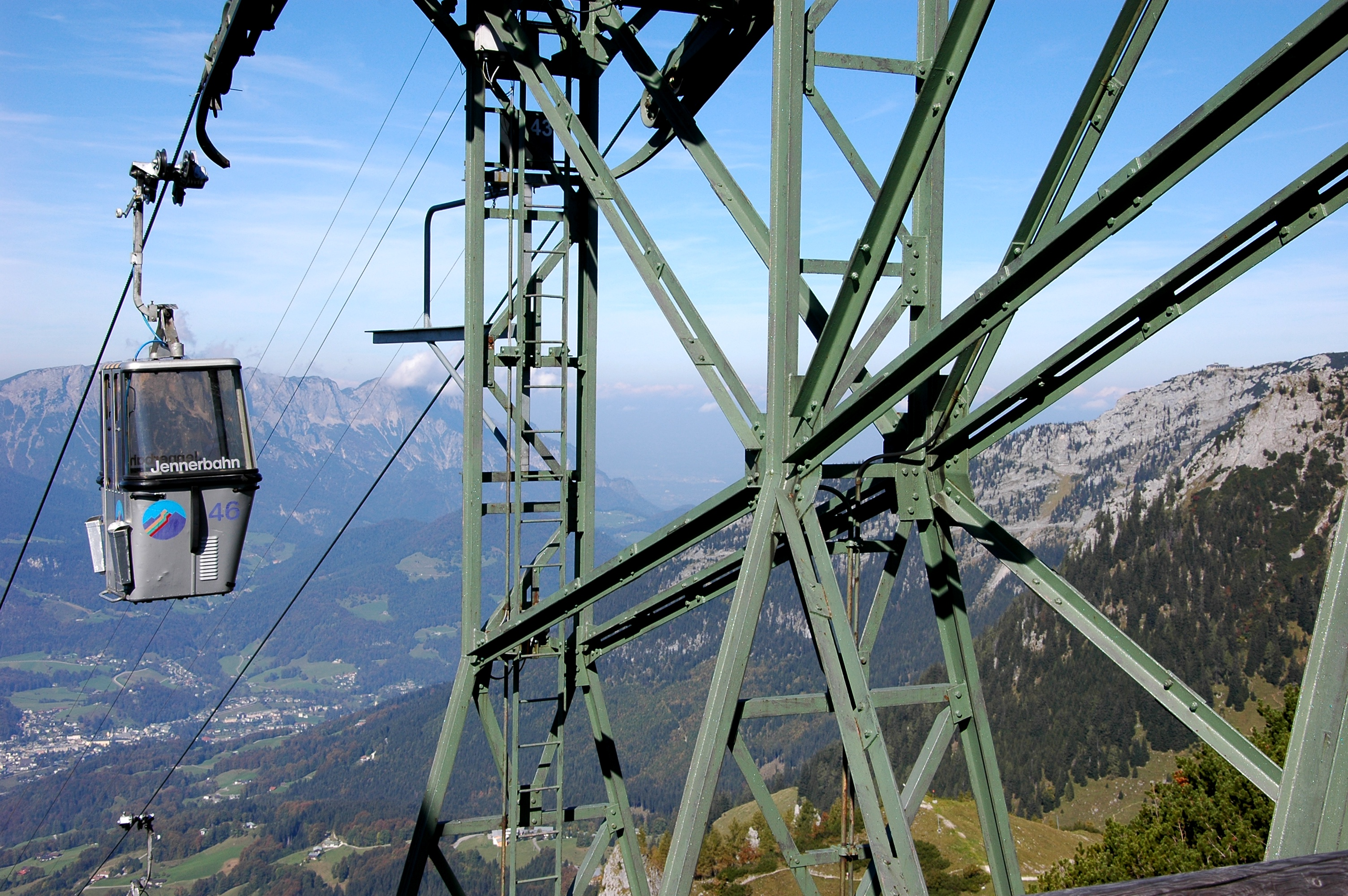
Eine Gondel unmittelbar vor der Bergstation (2011)

### Jennerwiesenlift
Der 1986 erbaute Jennerwiesenlift war ein 1025 m langer Doppel-Sessellift, ausschließlich für den Skibetrieb, der von der auf 1200 Meter über NHN liegenden Mittelstation der Jennerbahn auf 1672 Meter über NHN führte. Er verfügte über eine maximale Förderleistung von 870 Personen pro Stunde.

### Jennerbahn 2018
Der Neubau erfolgte ebenfalls in zwei Sektionen und verfügt über 64 Zehnergondeln bei einer Fördergeschwindigkeit von bis zu sechs Meter pro Sekunde. Die Kapazität erhöhte sich bei der zentralen Kabinenbahn auf 1.600 Personen pro Stunde. Die Sessellifte Jennerwiesenlift und Mitterkaser wurden zu Sechsersesselliften ausgebaut. Der Sessellift Jennerwiesenbahn wurde am 22. Dezember 2018 eröffnet. Die Sektion 1 (Tal- bis Mittelstation) ist seit August 2018 in Betrieb. Bei der Bahn handelt es sich um eine Einseilumlaufbahn mit 10er-Gondeln der Firma Leitner. Die Sektion 2 (Mittel- bis Bergstation) nahm am 8. Juni 2019 den Betrieb auf.

Jennerbahn während und nach Umbau 2018
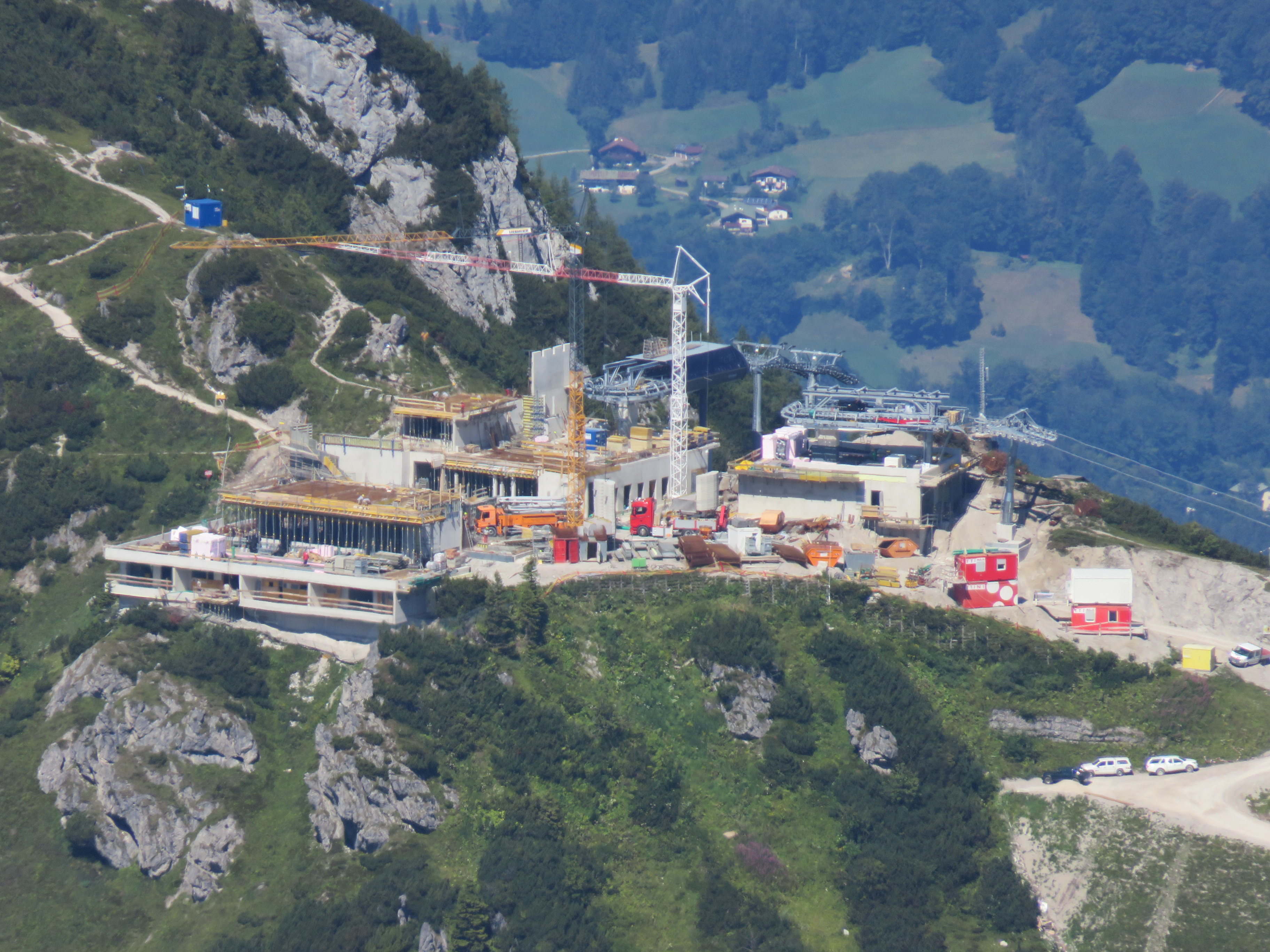
Baustelle der neuen Jennerbahn-Bergstation 2018
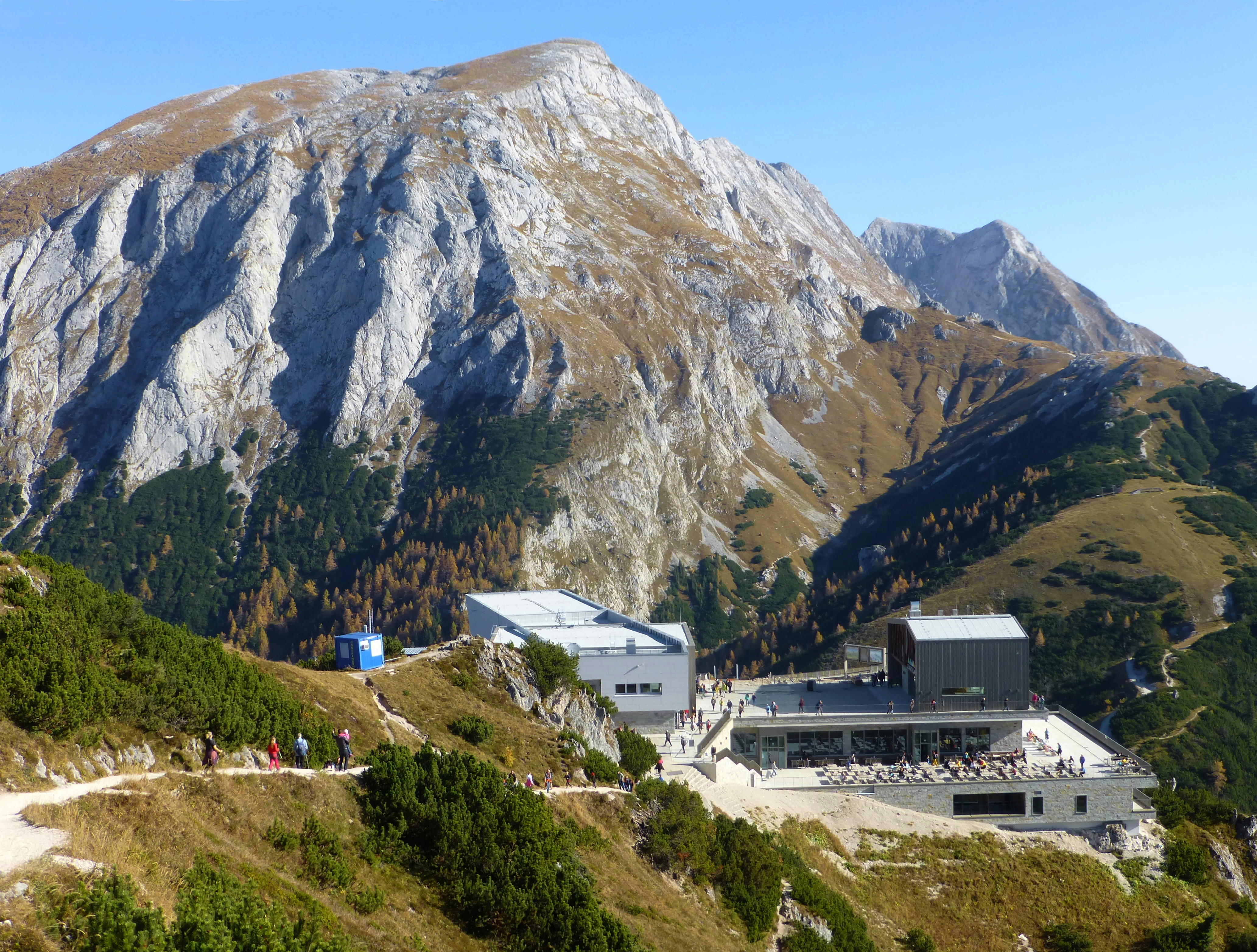
Bergstation nach dem Umbau, im Hintergrund das Hohe Brett
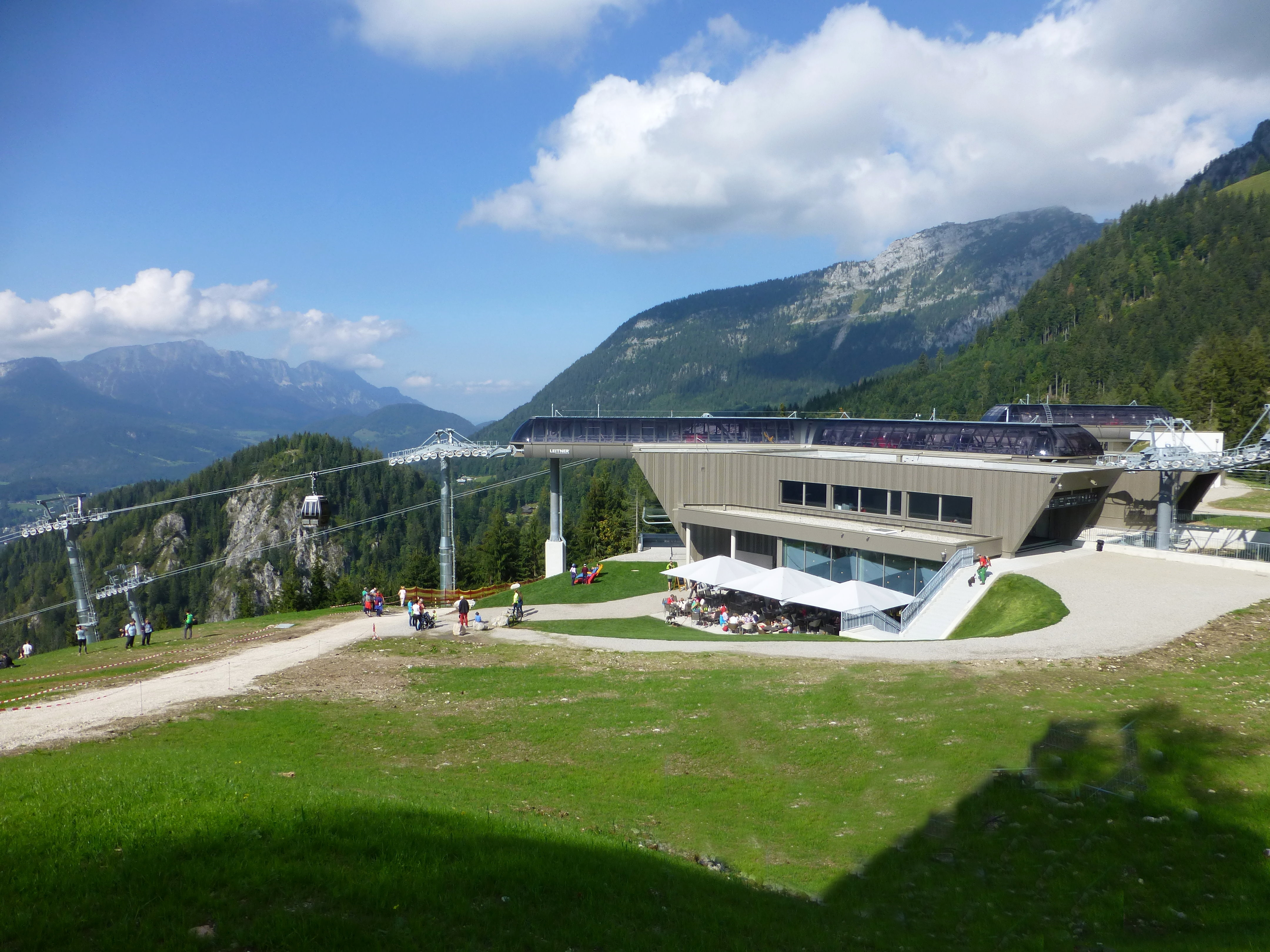
Mittelstation nach dem Umbau
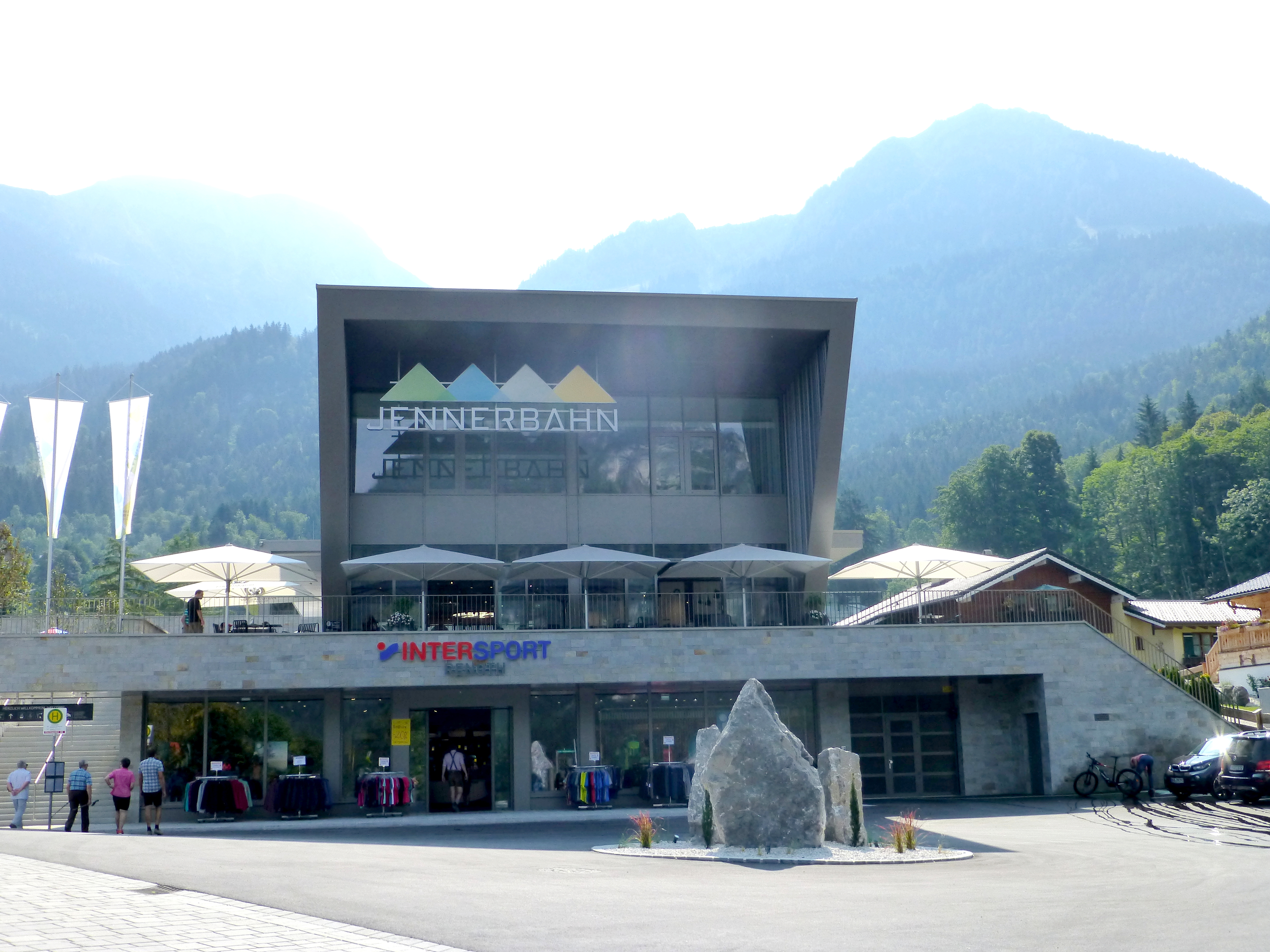
Talstation nach dem Umbau

## Geschichte
Die Jennerbahn wurde nach dem Zweiten Weltkrieg auf Initiative der Bevölkerung des Berchtesgadener Talkessels ins Leben gerufen. Dazu wurde die Berchtesgadener Bergbahngesellschaft gegründet, zuerst in der Rechtsform einer GmbH. Gründungsmitglied war unter anderem der Berchtesgadener Alpinist Josef Aschauer. Da das gesammelte Kapital für das Vorhaben der Jennerbahn anfangs nicht reichte, wurde als Pilotprojekt die kleinere Obersalzbergbahn zuerst verwirklicht.
Später wurde zur Rechtsform der Aktiengesellschaft gewechselt, um viele in das Unternehmen einbinden zu können. Im Rahmen der Zeichnung kam es zu einer breiten Beteiligung der Bevölkerung, regionaler Unternehmen und der öffentlichen Hand, so dass auch das Jennerbahnprojekt verwirklicht werden konnte. Über die Jahre kam es zu einer Konzentration des Großteils des Aktienbesitzes zum Energieversorger BEW, Bayerische Elektrizitätswerke GmbH die über die Lechwerke eine RWE-Tochter ist.
In den letzten Jahren trennte sich die BBAG von allen nicht im Jennergebiet liegenden Seilbahnen. Die Obersalzbergbahn in Berchtesgaden wurde an einen örtlichen Unternehmer verkauft. Auch von der zeitweise in ihrem Besitz befindlichen Hochschwarzeck Bergbahn in Ramsau trennte sich die BBAG, das Familienskigebiet wird nun als Ramsauer Bürgerunternehmen betrieben. Im Sommer 2006 hat die BEW ihren Anteil an der AG an die Gemeinde Schönau am Königssee verkauft. Neben dem Hauptaktionär besitzen der Landkreis Berchtesgadener Land und der Tourismusverband Berchtesgaden Königssee größere Anteile an der AG, nur ein geringer Anteil der Aktien befindet sich heute noch in Streubesitz.
Im März 2017 begann der Neubau der Jennerbahn. Rund 40 Millionen Euro wurden unter anderem für Ersatzbauten für die Seilbahn inklusive Tal-, Mittel- und Bergstation, für die Jennerwiesenbahn und für die Mitterkaserbahn, sowie Pistenbaumaßnahmen, Neubau eines Kinderlands bei der Mittelstation sowie Anlegung von barrierefreien Wegen im Gipfelbereich investiert. Neu gebaut wurde unter anderem auch eine Sechsersesselbahn unterhalb der Mittelstation, die am 22. Dezember 2018 offiziell eröffnet wurde.
Die Sektion 1 (Tal- bis Mittelstation) nahm am 4. August 2018 den Betrieb auf. Die Sektion 2 (Mittel- bis Bergstation) nahm am 8. Juni 2019 den Betrieb auf.

Jennerbahn nach Umbau 2018
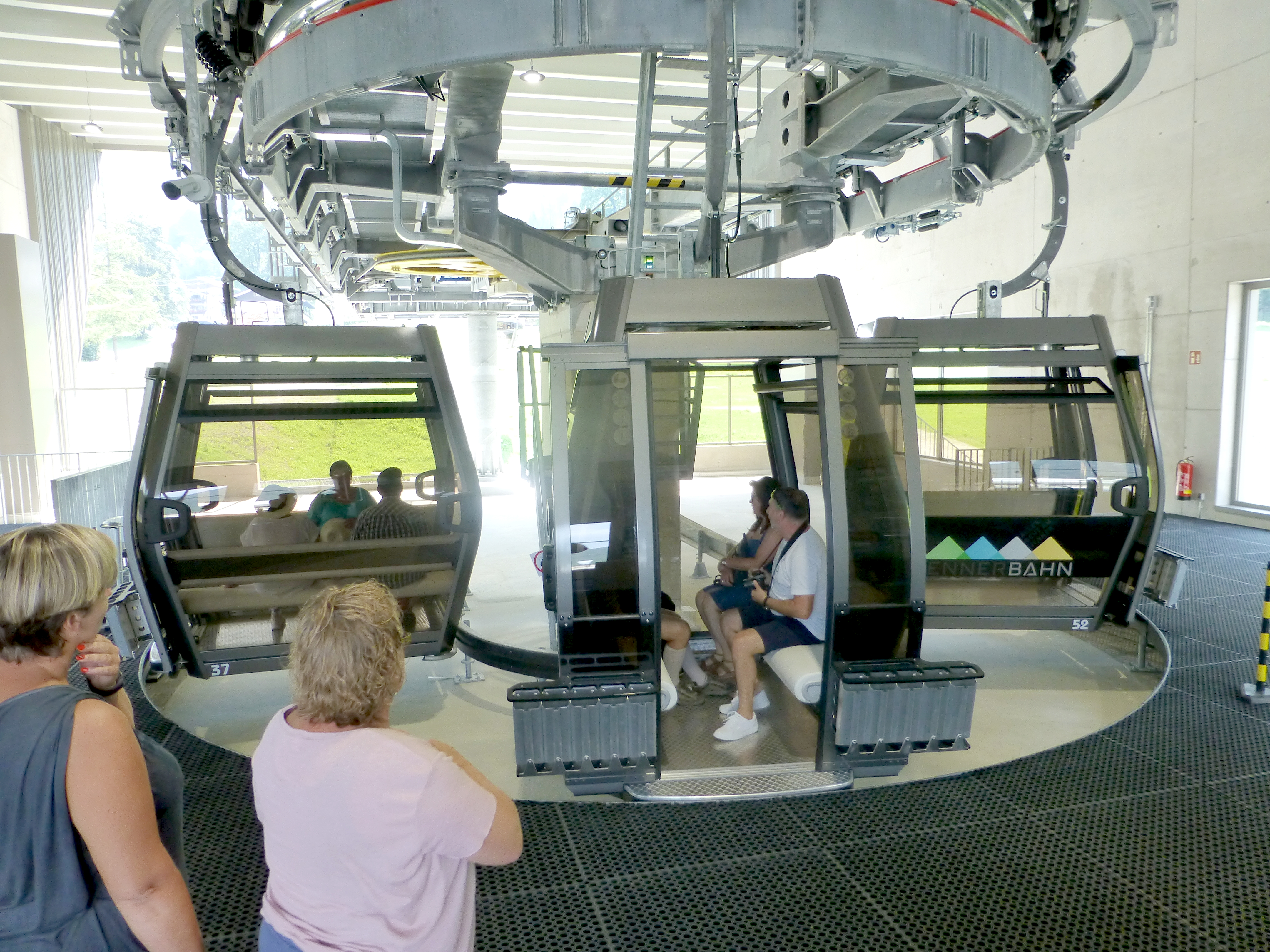
Gondeln seit 2018
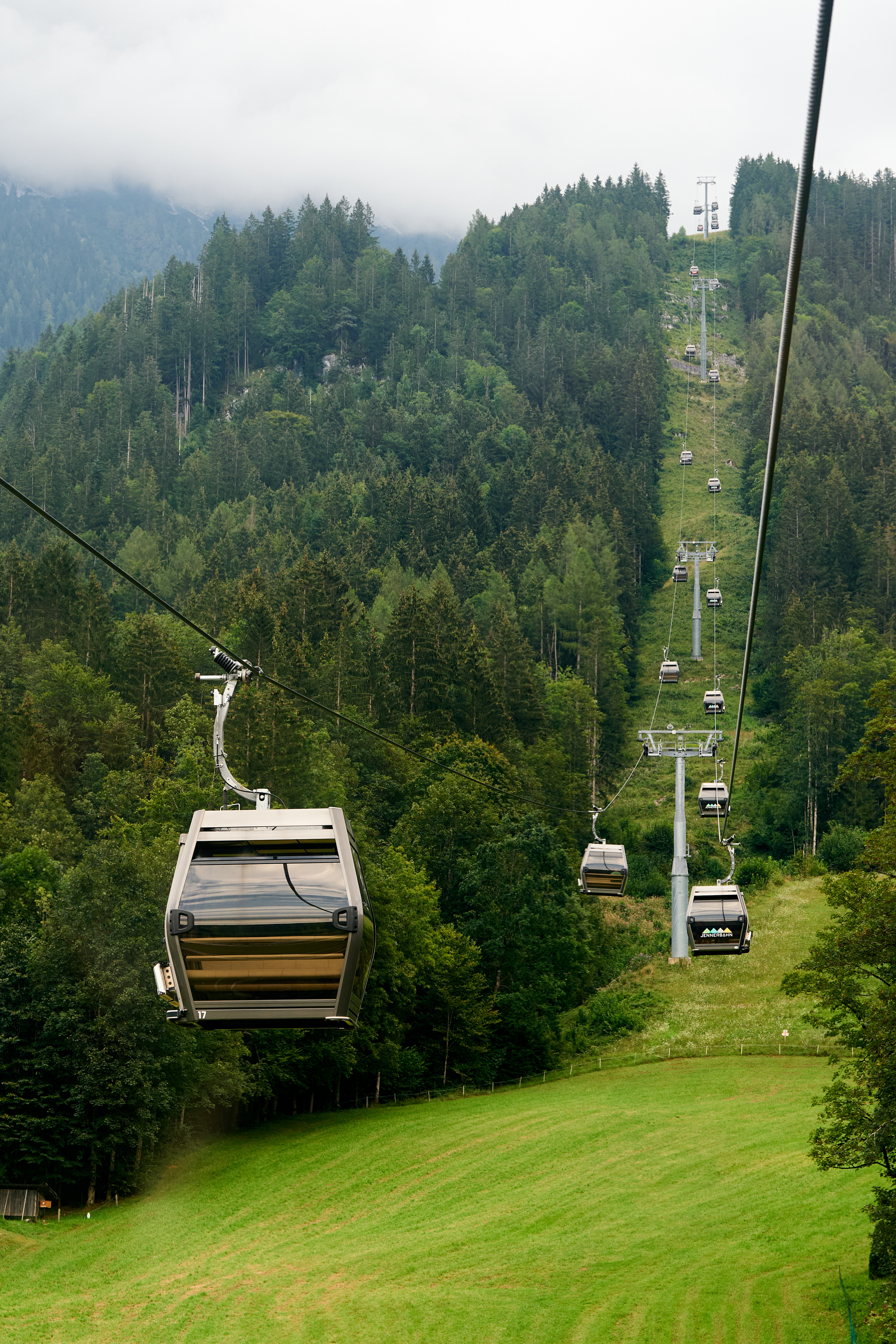
Gondeln zwischen Tal- und Mittelstation
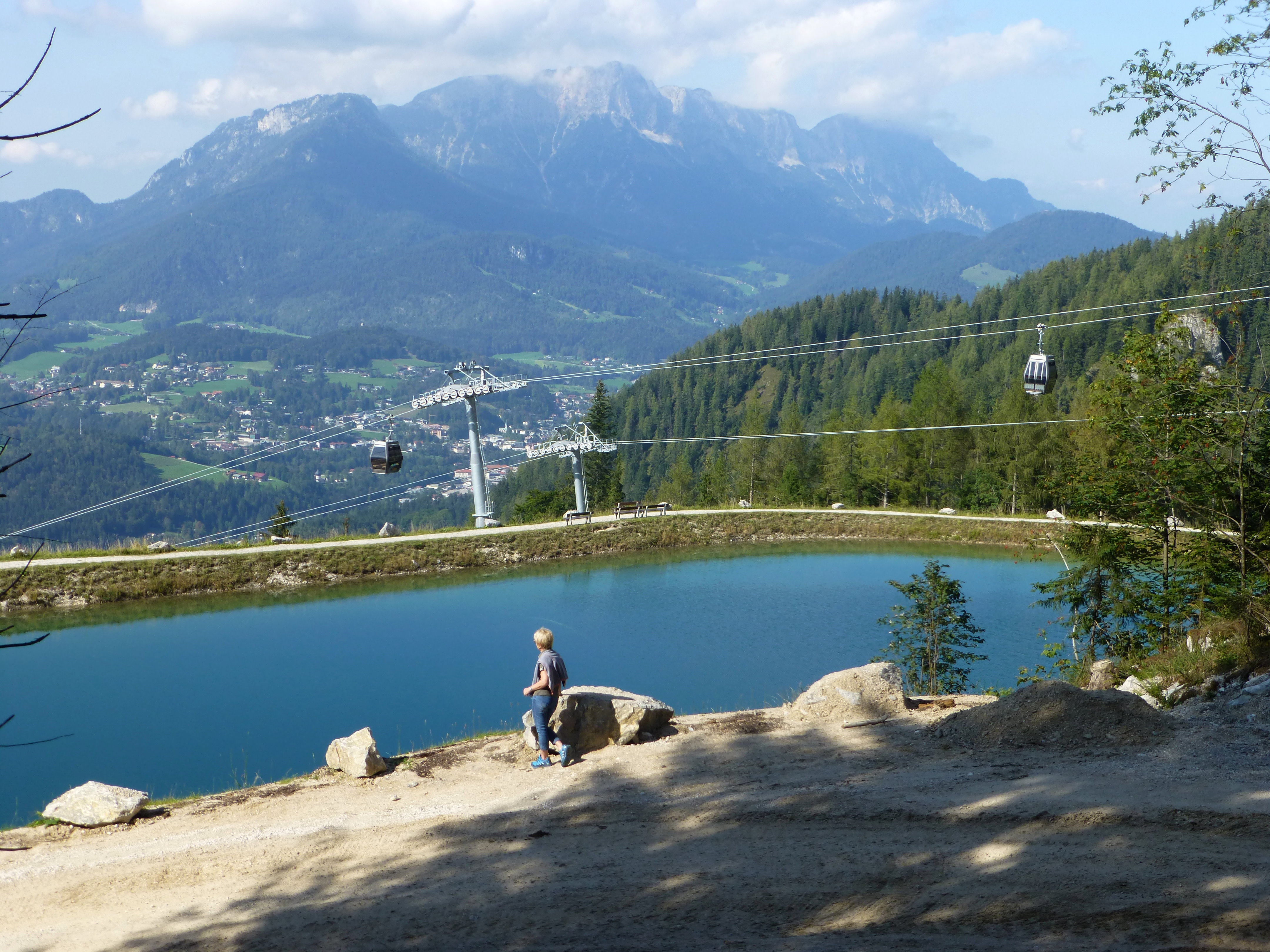
Speichersee zur Beschneiung nahe der Mittelstation

Ende der Skisaison 2024 wurde der Liftbetrieb auf den alpinen Skipisten des Jenners endgültig eingestellt, da die weitere Pflege und Erhaltung der Pisten (u. a. mit Kunstschnee) wegen des Klimawandel bedingt anhaltenden Schneemangels nicht mehr gewinnbringend war und zudem das Risiko von Umweltschäden erhöht hätte. Am 18. Februar 2024 wurden das letzte Mal Skifahrer mit der neu gebauten Bahn zur Bergstation gebracht – die Tage danach bis zum eigentlich vorgesehenen Betriebsende am 3. März 2024 waren zu warm.
Im April 2025 wurde der komplette Verkauf der Jennerwiesenbahn-Anlagen an die Bergbahnen Dachstein-West gemeldet.